# Champús
El champús es una bebida típica y muy popular en el suroccidente de Colombia, en Ecuador y en Perú. Los ingredientes comunes de las distintas variedades y elaboraciones regionales son miel de panela o chancaca, maíz, frutas locales y especias.

## Origen

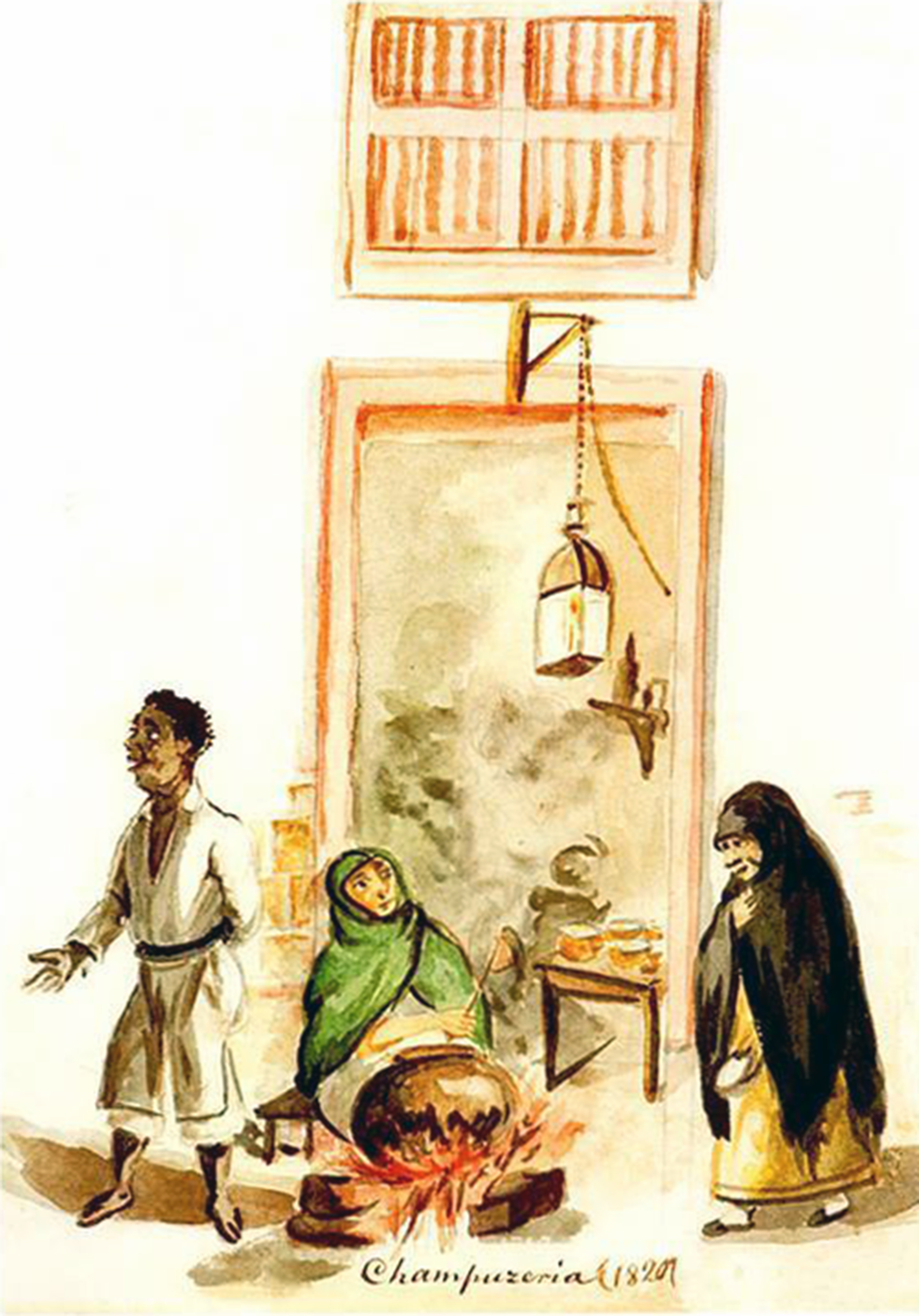
Champuzeria limeña (Acuarela de Pancho Fierro, 1820)

Su origen es aun desconocido. Se teoriza sobre su posible origen autóctono, por el tipo de ingredientes que se utilizan para su elaboración y por la zona donde es consumido popularmente. Por su parte, Fernando Romero y Nicomedes Santa Cruz defienden el origen africano del champús, el cual sería elaborado por afrodescendientes en las distintas regiones donde existió comercio de esclavos.

### Etimología
Con respecto a su denominación, puede tener distintos orígenes. La tesis indigenista propone que el término proviene del quechua chhapuy que significa "mezclar harina con agua". Según Augusto Malaret, «champús» proviene de la raíz española chapuz, es decir, algo mal hecho o mezcla de muchas cosas (la misma raíz que chapuza). En el Diccionario de peruanismos lo encontramos escrito como champúz, y son "unas gachas de harina de maíz, o maíz cocido y membrillo.
Juan de Arona apunta que podría derivar del vocablo quechua "champa", que al unirse con "chapuz" daría como resultado «champúz».
El registro más antiguo del nombre de la bebida ("champuz de agrio") se encuentra en El divorcio de la condesita (Tradiciones Peruanas, 1833) de Ricardo Palma; mientras que la figura de la champucera, mujer que se dedicaba a la venta callejera de dicha bebida, es registrada en las acuarelas de principios del siglo XIX del también limeño Pancho Fierro. Palma también la menciona como una de las pregoneras reconocidas en el paisaje limeño del siglo XIX:

A las siete pregonaban el caramelero, la mazamorrera y la champucera.
Ricardo Palma

## Características regionales

### Colombia

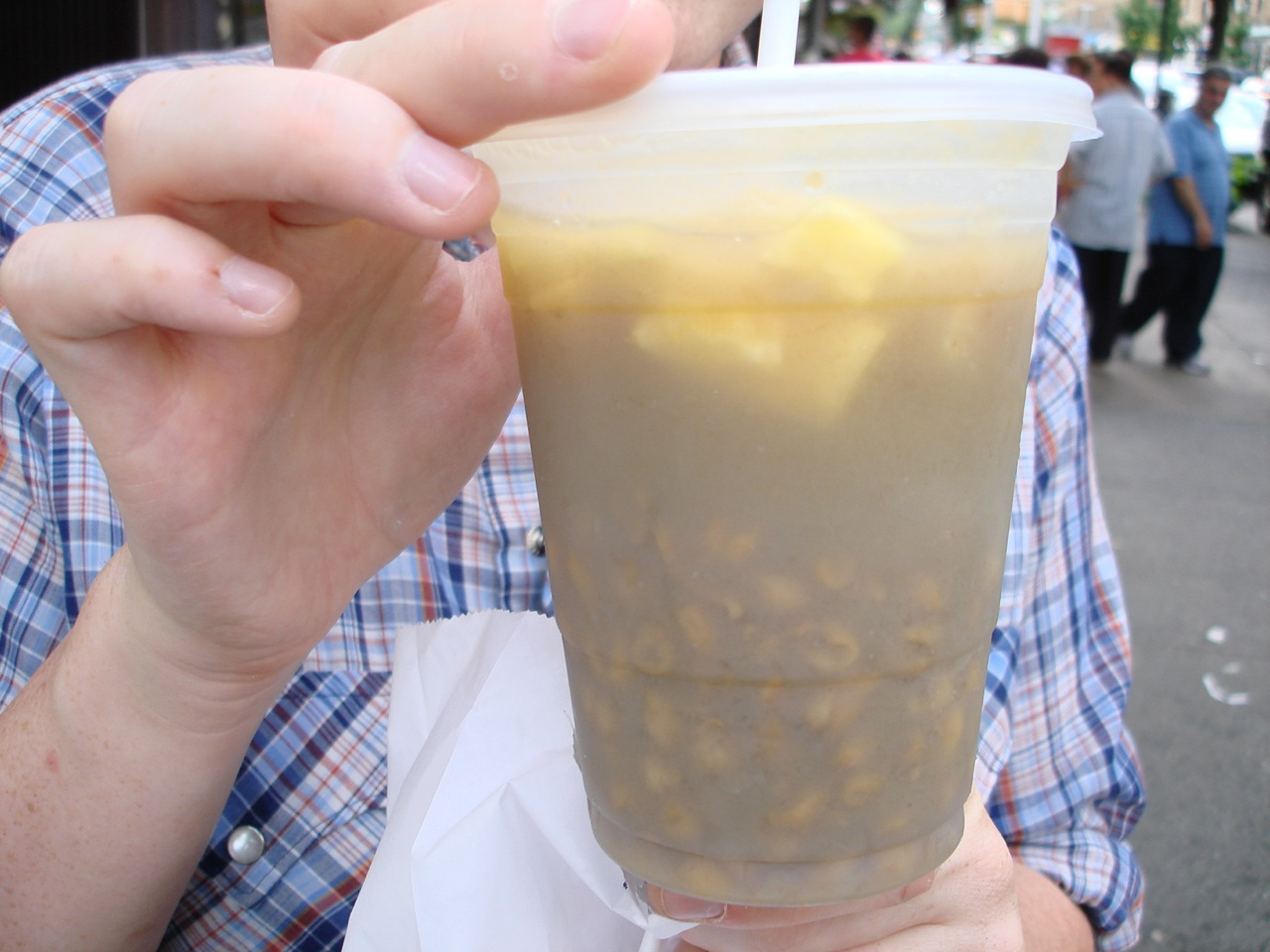
Champús vallecaucano.

A diferencia de otros países y regiones donde el champús se toma como bebida caliente, en Colombia (departamentos del Valle del Cauca, Cauca y Nariño) es una bebida fría. Se usa el maíz quebrado o trillado, miel o melao de panela, lulo, piña, canela, clavos de olor y hojas de naranjo agrio. En las regiones del sur, departamentos de Nariño y Cauca, se considera principalmente bebida de Navidad. En Nariño se condimenta también con hojas de cedrón, congona y hojas de arrayán y, como en el Perú, se usa mote que lo hace más espeso y es consumido como postre. 

#### Champús valluno
En el departamento colombiano de Valle del Cauca el champús valluno es menos espeso y se sirve muy frío como refresco, siendo muy popular en cualquier época y es una de las bebidas tradicionales de la ciudad de Santiago de Cali. Es acompañado de empanadas con ají o con el también tradicional pandebono y la receta es definida como una mezcla de melao (miel) de panela, maíz, lulo o naranjilla, piña, canela, clavo de olor y las hojitas de naranjo agrio.

### Ecuador
En Ecuador se elabora básicamente con harina de maíz, panela y hojas verdes de limón. Característicamente es una bebida de fiestas religiosas como el Corpus Christi y de ritos funerarios en noviembre o en los funerales de adultos pues la tradición indígena la considera como la colada predilecta de los muertos. Para el día de difuntos se acompaña con pan amasado en casa y con las guaguas de pan o figuras de masa de harina horneada.

### Perú
En el Perú el champús, o champuz, es tradicional de Lima, aunque es una bebida que se encuentra en otros lugares de la geografía peruana. Su venta se realiza de forma callejera.

#### Champús limeño

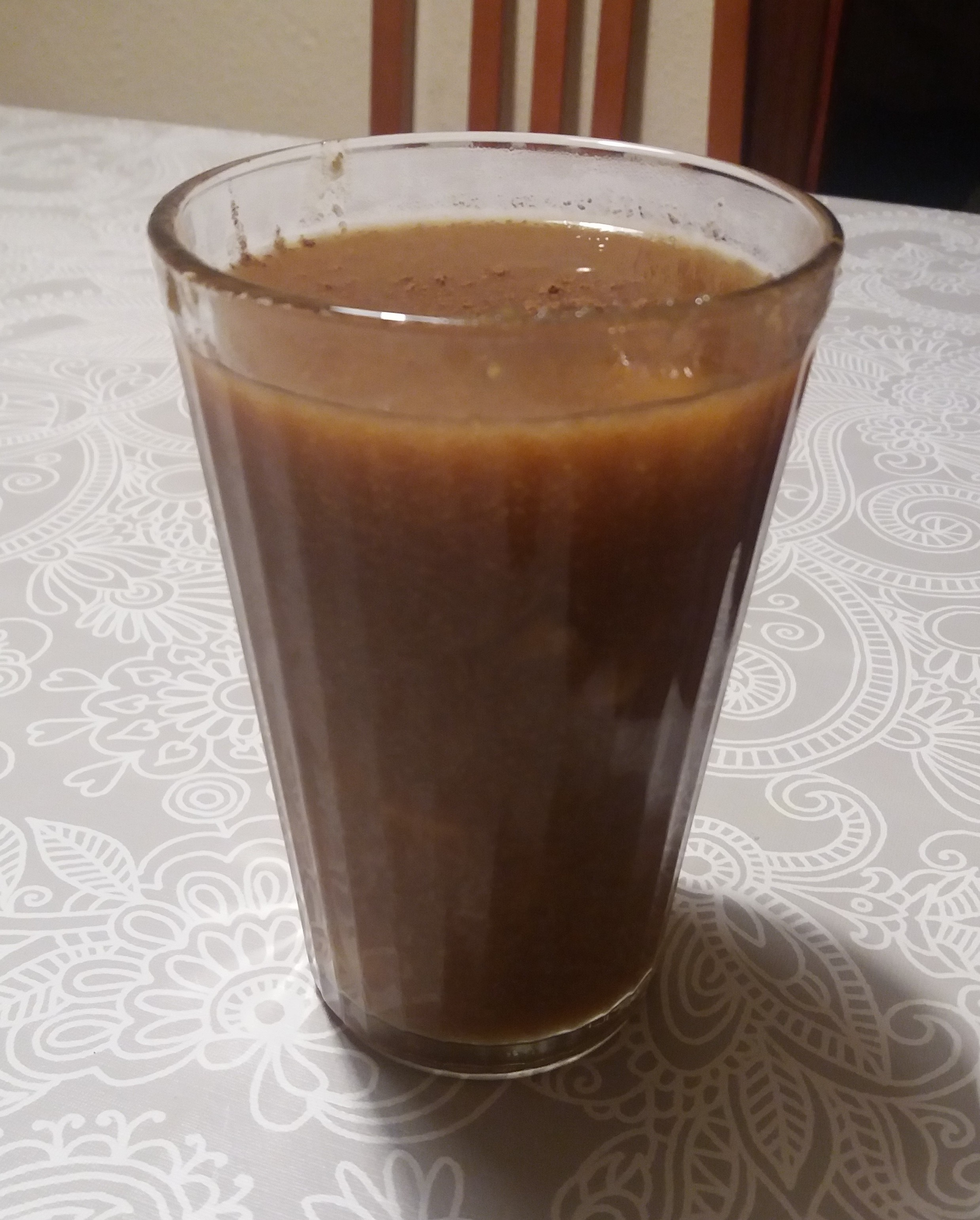
Champús limeño. La chancaca da el color pardo.

En Lima, el champús se toma caliente y en invierno, especialmente en Navidad. En el siglo XIX era típico encontrar puestos de venta de champús en la Plaza de Armas. Es vendido en las calles por la champucera, una figura típica del paisaje urbano limeño, generalmente de raza negra, que transmite la receta por generaciones. Se distinguen dos variedades:
- Champús de leche, que se elabora tradicionalmente con harina de trigo, harina de maíz, mote (maíz cocido y pelado), azúcar y canela.[17]
- Champús agrio o champús de guanábana,[7] preparado a base de harina de maíz fermentada, mote, chancaca, hojas de naranjo, clavo de olor, anís, canela y frutas, como guanábana, manzana o pera, piña y membrillo.[1][21][22]

#### Champús norteño
Se elabora con maíz mote triturado, chancaca y trozos de piña y de cáscara de naranja. En Chiclayo se acompaña con cachangas, una masa frita a modo de pan que se suele rellenar.